# بوکل (رندسبورگ-اکرنفورده)
بوکل (به آلمانی: Bokel) یک شهر در آلمان است که در رندسبورگ-اکرنفورده واقع شده‌است. بوکل ۶۶۳ نفر جمعیت دارد.